# NGC 4696D
NGC 4696D је спирална галаксија у сазвежђу Кентаур која се налази на NGC листи објеката дубоког неба.
Деклинација објекта је - 41° 42' 52" а ректасцензија 12h 48m 21,4s. Привидна величина (магнитуда) објекта NGC 4696 износи 12,8 а фотографска магнитуда 13,8. NGC 4696D је још познат и под ознакама ESO 322-88, MCG -7-26-49, DRCG 56-10, DCL 228, PGC 43249.